# Castelveder
Castelveder, conosciuto anche come Castellotto (Castelòt in dialetto bresciano), è un castello-deposito, situato sull’estremità orientale del monte della Madonna della Rosa, nel comune di Monticelli Brusati.
Fu per un certo periodo proprietà della famiglia Brusati, almeno parzialmente.

## Storia
Il toponimo deriva dal latino Castro Vetero, ossia “Castelvecchio”. La prima menzione del castello di Monticelli Brusati risale al 1325, quando un certo Girardino, detto Capodorsus de Bruxadis, lasciò in eredità al figlio Barifaldino un baule super castellum de Monticellis. Tuttavia, il toponimo suggerisce un’origine sicuramente più antica, contemporanea agli altri castelli-deposito della zona, come il castello di San Michele a Ome.
Nel biennio 1438-39 Castelveder fu occupato due volte dalle forze milanesi guidate dal Piccinino. Il castello era ancora in uso intorno al 1470, come testimonia la carta del territorio bresciano conservata nella Biblioteca Estense. Per quanto riguarda il XVI secolo, Castelveder non compare nella Galleria delle carte geografiche del Vaticano (realizzata tra il 1580 e il 1585), ma è presente in altre carte della stessa epoca. In ogni caso, il castello è descritto come un rudere nell’estimo bresciano del 1609-10. Pertanto, la caduta in disuso del castello è databile tra la fine del XV secolo e la fine del XVI secolo.
In seguito, le rovine del castello vennero sfruttate dalla popolazione locale come cava di pietra, una pratica che culminò nel 1872 con lo smantellamento di un tratto di muraglia di tre metri d’altezza, raccontato da don Svanera nel suo Zibaldone.
Nel 1833 il colle di Castelveder, sul quale era presente un’uccellanda, fu utilizzato dagli austriaci del generale Radetzky per un’esercitazione militare. A questa permanenza delle forze austriache sul monte della Madonna della Rosa è collegata anche la leggenda del pozzo del Santuario.

## Descrizione
Ad oggi sopravvivono solo i resti di alcune muraglie e un edificio dalla funzione incerta: la parte inferiore, realizzata in pietra, è la più antica, mentre la parte superiore, realizzata in muratura, risale al secondo dopoguerra. Negli ultimi secoli il colle di Castelveder è stato utilizzato come territorio agricolo, pertanto è difficile distinguere le costruzioni originali dai successivi rifacimenti. Non è improbabile che una parte dei materiali originali del castello-deposito sia stata riutilizzata sul colle stesso.
Per quanto riguarda la superficie, Castelveder è un castello di ampiezza bassa (1000-5000 m2), in linea con i castelli-deposito sorti nell'area padana a partire dall'XI secolo. 
Attualmente, Castelveder è di proprietà privata. Tuttavia, è ben visibile dalla strada comunale che dal monte della Madonna della Rosa scende verso Costa.